# Vormsele
Vormsele (sydsamiska Vuarnasovvene, umesamiska Vuordnasuvváne) är en ort i Lycksele kommun. Den klassades som en småort fram till 2005. Från 2015 avgränsar SCB här åter en småort.

## Historia
Fornlämningar och fynd har visat att Vormseletrakten var bebodd redan under stenåldern. Bland de fynd som gjorts kan nämnas manshuvud, skiffermesjlar, skrapor av kvarts, skiffer och hälleflinta, skörbränd sten (koksten) samt bensamlingar.
Laga skifte genomfördes i Vormsele 1893-1896.
I nyare tider blev Vormsele koloniserat 1739 (av Per Olovsson, dräng i Björksele). De följande 200 åren ökade befolkningen sakta men säkert, förutom runt sekelskiftet 1900 då många flyttade till Norrbotten. Från 1940-talet och framåt har det dock varit stor utflyttning. 1973 bodde 160 personer i Vormsele. Idag bor ett 50-tal personer i byn.
Allmän skolgång påbörjades på 1860-talet. Skoltiden var 5-6 veckor varje år. Huvudämnen var katekes, biblisk historia, geografi, naturlära och räkning. Fram till 1918 flyttade skolan mellan Vormsele och Svartliden. Därefter flyttade den mellan Zäter och Svartliden.

## Vägar
Landsvägen till Sorsele byggdes på 1880-talet. En viss arbetsplikt förelåg för kommunbefolkningen att delta i vägbygget. Idag finns vägar till grannbyarna samt till Lycksele och Sorsele. 

## Föreningar
- Fastighetsägarförening 1920-talet (för förvaltning av skolhus)
- Elförening 1941 (uppgick i Lycksele Norra Elförening 1960)
- Tvätt- och badhusförening 1948
- Godtemplarförening 1903 (tidvis mycket aktiv till 1935)
- Blåbandsförening 1905 (verkade en kort tid)
- Skytteförening 1910
- Kyrklig syförening på 1920-talet
- Sionförsamlingen ca 1938
- Idrottsförening ca 1950
- Husmodersförening 1968